# هيثر سبيرز
هيثر سبيرز (بالإنجليزية: Heather Spears)‏ (1934، فانكوفر في كندا)؛ شاعرة، كاتِبة وروائية كندية. درست في جامعة إميلي كار للفنون والتصميم.